# Victor de Faÿ de La Tour-Maubourg
Pour les articles homonymes, voir Nicolas Fay (homonymie), La Tour-Maubourg, Latour, De La Tour et Maubourg.
Marie Victor Nicolas de Faÿ de Latour-Maubourg dit Victor de Faÿ de Latour-Maubourg (ou La Tour Maubourg), né le 22 mai 1768 à La Motte-de-Galaure dans la province du Vivarais et mort le 11 novembre 1850 à Dammarie-les-Lys, en Seine-et-Marne, est un militaire et homme politique français de la Révolution et de l'Empire. Promu général de division en 1807, il est ministre de la Guerre de 1819 à 1821. Il est le frère de Charles César de Faÿ de La Tour-Maubourg.

## Biographie

### Jeunesse
Marie Victor de Faÿ de La Tour-Maubourg naît le 22 mai 1768 à La Motte-de-Galaure. Issu d'une vieille famille noble du Vivarais dont l'un des ancêtres est Jean Hector de Faÿ de La Tour-Maubourg, élevé à la dignité de maréchal de France en 1757, il est le deuxième des trois fils du marquis Claude Florimond de Faÿ de La Tour-Maubourg. Son enfance se déroule au château de La Motte-de-Galaure. 
À l'instar de ses deux frères, Victor opte pour une carrière militaire. Le 15 juillet 1782, alors qu'il n'est âgé que de 14 ans, il intègre le régiment de Beaujolais en qualité de sous-lieutenant. Transféré au régiment d'Orléans cavalerie le 24 mars 1784, il devient capitaine dans celui de Dauphin-cavalerie le 25 septembre 1785. Il retourne ensuite à son ancienne unité dans une position de remplacement le 29 avril 1787 avant d'être de nouveau capitaine titulaire le 1er septembre 1788. Quelques mois plus tard, le 6 mars 1789, il est incorporé dans les gardes du corps du roi Louis XVI avec le grade de sous-lieutenant, équivalent dans le reste de l'armée à celui de lieutenant-colonel. 
Il émigre avec le reste de sa famille en 1792.

### Sous l'Empire
Il rejoint Napoléon Ier. Aide-de-camp dans l'expédition d'Égypte, il devient colonel à la bataille d'Austerlitz et y reçoit le grade de général de brigade le 24 décembre 1805. Il fait ensuite la campagne de Prusse et de Pologne. Blessé au combat de Dreypen, il est promu le 14 mai 1807 au grade de général de division. Il est blessé de nouveau à la bataille de Friedland. Il se signale en Espagne en 1808 à la tête de la cavalerie de l'armée du Midi, fait la campagne de Russie, commande le 1er corps de cavalerie en 1813, et il est chargé de l'escadron sacré, composé uniquement d'officiers de cavalerie. Il se couvre de gloire à Dresde et surtout à la bataille de Leipzig où un boulet de canon lui emporte la cuisse. Voyant son domestique pleurer, il lui dit : « Console-toi, mon ami, le mal n’est pas si grand pour toi… Après tout tu n’auras plus qu’une botte à cirer ». L’amputation est pratiquée par le célèbre chirurgien des armées impériales, Dominique Larrey qui note dans ses mémoires : « Il reçut un boulet de petit calibre qui lui fracassa le genou droit, blessure grave qui nécessita l’amputation de la cuisse, réclamée par le blessé lui-même : je la pratiquai immédiatement sous le canon de l’ennemi. Elle fut faite en moins de trois minutes. »

### Sous la Restauration
Latour-Maubourg adhère à la déchéance de l'Empereur et est nommé pair de France le 2 juin 1814 par Louis XVIII. Il ne remplit aucune fonction pendant les Cent-Jours. En 1817, il est créé marquis. Il occupe les fonctions de président du Comité de cavalerie, Ambassadeur à Londres, et ensuite Ministre d'État et ministre de la Guerre de 1819 à 1821 dans le cabinet d'Élie Decazes et d'Armand Emmanuel du Plessis de Richelieu. Dans ses Mémoires, le comte d’Agoult rapporte que, ministre de la Guerre, Victor de Latour-Maubourg présente à Louis XVIII un document visant à réduire le nombre des Maréchaux de France. Le roi lui dit : « Je signe avec regret cette ordonnance car j’avais l’intention de vous nommer Maréchal. » Le ministre avait fait son devoir, note le comte d’Agoult, et n’accèda jamais à cette dignité suprême. On lui doit l'ordonnance du 25 octobre 1820 portant réorganisation de l'infanterie française. Il est nommé en 1821, gouverneur des Invalides.

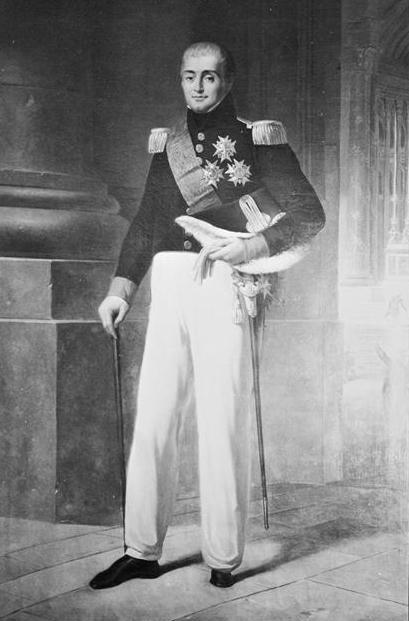
Le général de La Tour-Maubourg vers 1830.

### Retraite et mort
Il refuse de reconnaître la monarchie de Juillet et refuse de prêter serment à Louis-Philippe. En conséquence, il ne fait plus partie de la Chambre des pairs (loi du 31 août 1830). 
En août 1833, il est appelé pour devenir le gouverneur (précepteur) de l'héritier du trône, Henri d'Artois, duc de Bordeaux, petit-fils de Charles X, en remplacement du Marquis de Damas. Mais le général a des problèmes de santé et ne peut voyager à Prague, où la famille vit en exil. Il soutient son adjoint, le maréchal d'Hautpoul, désigné pour le remplacer.

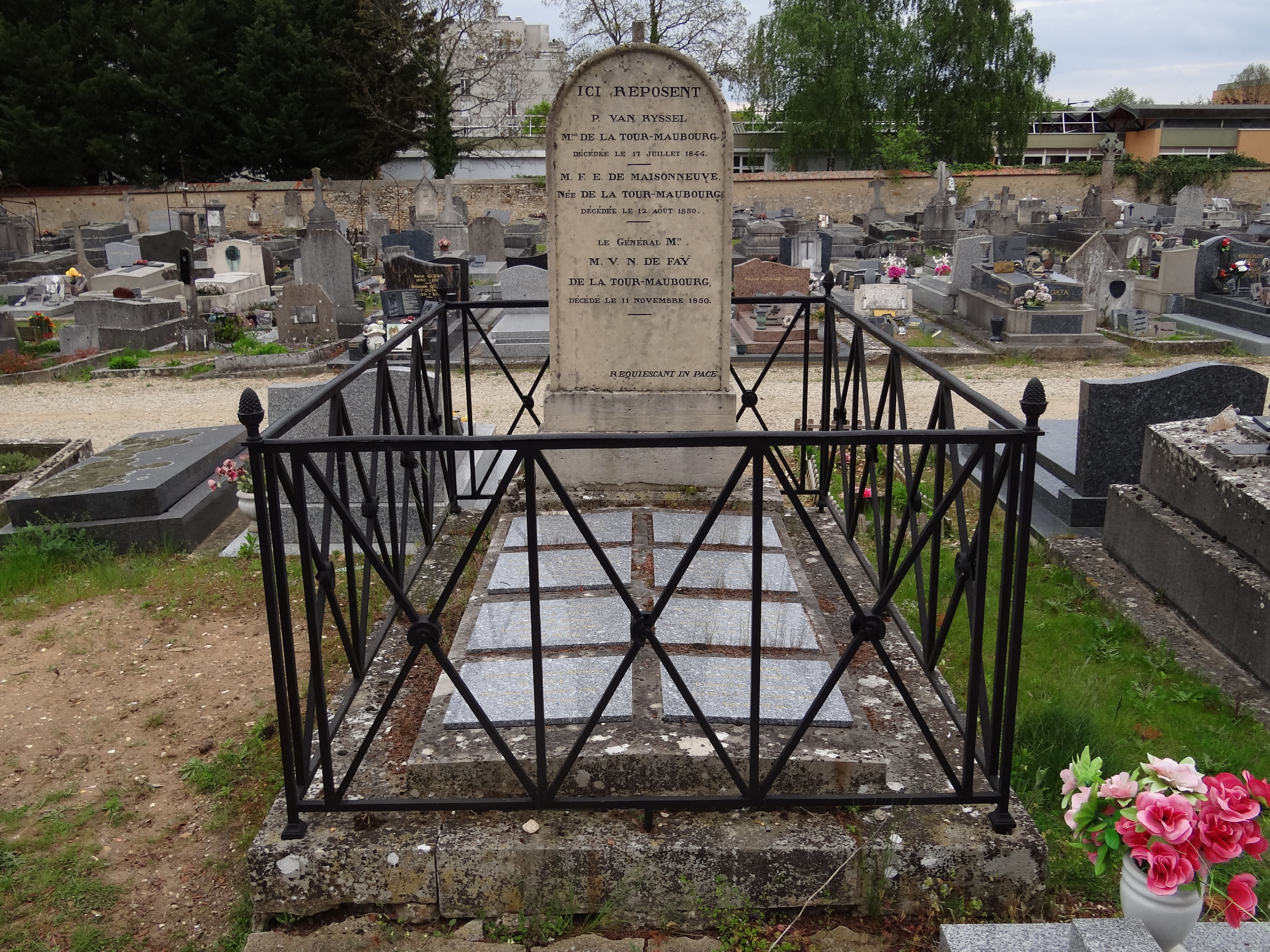
La tombe du général de La Tour-Maubourg au cimetière ancien de Dammarie-les-Lys (Seine-et-Marne).

Il meurt dans son château du Lys à Dammarie-lès-Lys en 1850. Grand-croix de l’ordre de la Réunion par Napoléon Ier, il est nommé grand-croix de la Légion d'honneur le 23 août 1814), chevalier du Saint-Esprit et grand-croix de Saint-Louis par Louis XVIII.

### Vie privée
Il a épousé une Hollandaise dont il n’a pas d’enfant. Protestante, elle se convertit au catholicisme après son mariage. Le comte d’Agoult rapporte que « Madame de Maubourg fut atteinte d’hydropisie à l'époque de la Restauration. L’archevêque de Paris lui parla du prince abbé de Hohenlohe qui jouissait dans l’Église d’une réputation de sainteté et s’offrit pour servir d’intermédiaire. L’abbé répondit qu’il célébrerait pendant neuf jours la messe à l’intention de Madame de Latour-Maubourg. Il indiquait l’heure pour qu’elle pût s’unir par la prière. Le neuvième jour, elle alla communier. À partir de ce moment-là, le mal cessa et elle recouvra toute sa santé ! »

### Considérations
Victor de Latour Maubourg semble avoir été particulièrement apprécié par ses contemporains. Arthur Wellesley de Wellington avait une haute opinion de lui et le reçut chaleureusement durant son ambassade à Londres ; Chateaubriand, de son côté, note dans les Mémoires d'outre-tombe au Livre 21, Chapitre 6 : « J’ôte mon chapeau en passant devant lui, comme en passant devant l’honneur ». L'un de ses biographes, le général Thoumas, fait l'éloge de ses qualités militaires :

« Comme cavalier, Latour-Maubourg compte à son actif plus d'un combat heureux, tels que, pour ne parler que des faits postérieurs à sa nomination au grade de général de division, la charge de Friedland, la bataille de Medellin, celle de la Gebora, celle d'Albuera, le combat d'Elvas, les batailles de la Moskowa, de Dresde, de Wachau. Il n'est resté renommé ni pour son élan, ni pour son sang-froid, ni pour ses talents de manœuvrier, si pour ses talents de tacticien, mais bien pour l'ensemble de toutes les qualités qui constituent le bon général de cavalerie et surtout pour son admirable loyauté et la droiture de son caractère. »

### Postérité
Un portrait de Victor de Latour-Maubourg et une gravure représentant César de Latour-Maubourg sont conservés à la National Gallery de Londres. Victor de la Tour-Maubourg figure également sur le tableau du Sacre de Charles X à Reims, de François Gérard, conservé au château de Versailles. On peut le voir de profil, la tête levée vers le trône au centre de l'image dans un groupe de trois personnes ; son voisin de droite étant le Duc d'Aumont, reconnaissable à son grand chapeau à plume.
Victor de Latour-Maubourg donne son nom à un grand boulevard parisien, une station du métro de Paris ainsi qu'à une caserne à Valence dans la Drôme, devenue aujourd'hui le centre universitaire Latour-Maubourg.